# Harmonische boventoonreeks

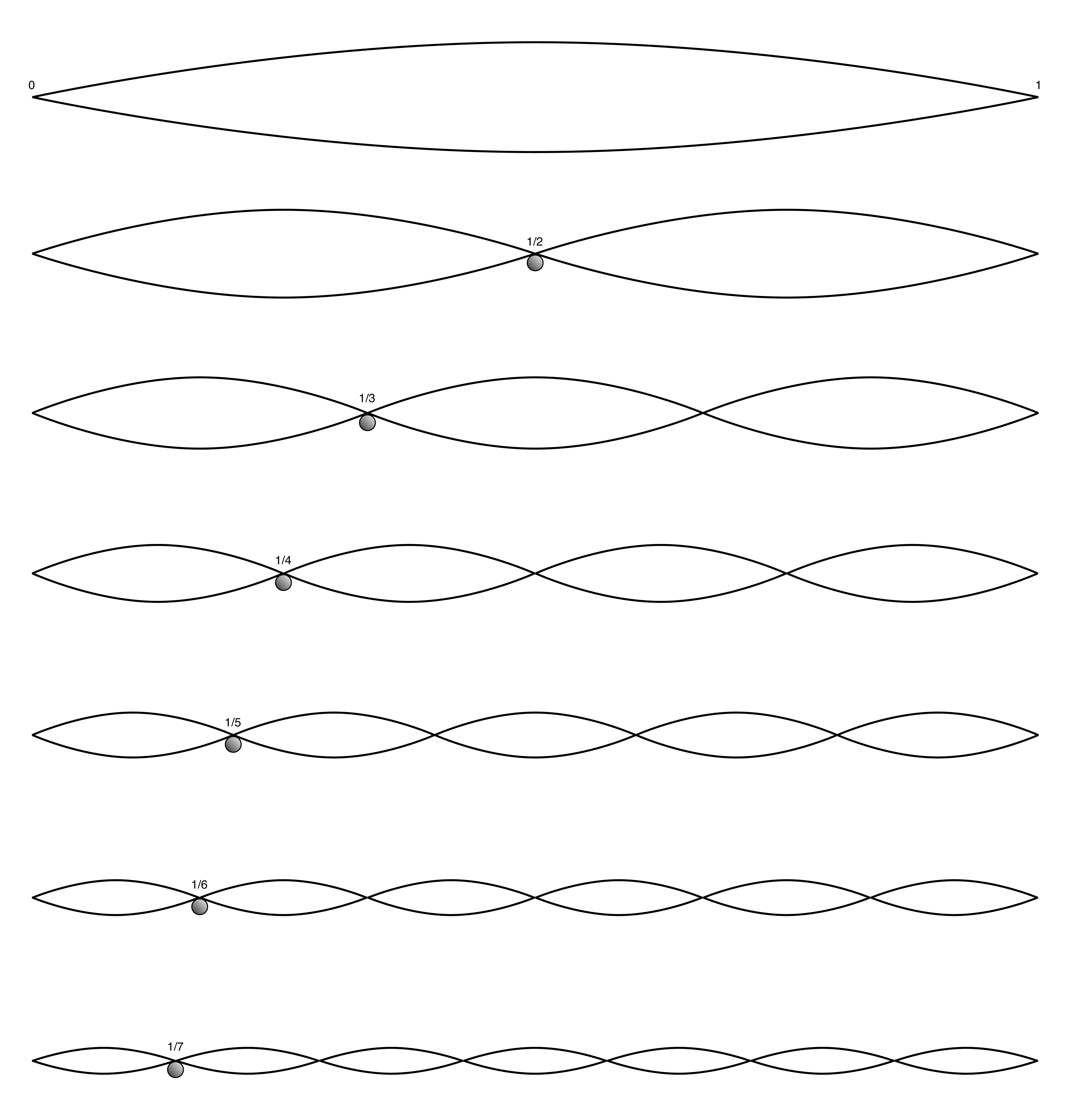
Harmonische reeks op een snaar

De harmonische boventoonreeks (ook bekend als de natuurtonenreeks) van een bepaalde grondtoon is de rij tonen waarvan de frequenties een geheel veelvoud zijn van de frequentie van de grondtoon. In een muzikale toon wordt de klankkleur van de toon bepaald door de verhoudingen waarin, naast de zuivere grondtoon, de harmonische boventonen aanwezig zijn.
Doordat in een toon vaak al harmonische boventonen aanwezig zijn, zullen de harmonische boventonen zeer verwant klinken met de toon. Zo klinkt het octaaf van een toon als zeer consonant met deze toon. Ook de kwint, die de halve frequentie heeft van de tweede harmonische boventoon, klinkt daarom consonant met de toon, evenals andere tonen die een eenvoudige frequentieverhouding met de grondtoon hebben. Op deze basis werden in de muziek aanvankelijk de toonstelsels ontwikkeld, afgeleid van de harmonische boventoonreeks.
Een omkering van de boventoonreeks is de ondertoonreeks, die niet van nature voorkomt maar wel met speciale speeltechnieken geproduceerd kan worden.

## Westerse muziek
In de westerse muziek is de reine stemming gebaseerd op de harmonische boventoonreeks. De twee meest gebruikelijke toonladders in die stemming zijn de diatonische mineur- en majeurtoonladder.
De flageolettonen van strijkinstrumenten zijn elementen van de harmonische boventoonreeks, evenals de tonen die worden voortgebracht bij blaasinstrumenten zoals de natuurhoorn, de alpenhoorn en de Twentse midwinterhoorn zonder speciale voorzieningen voor het voortbrengen van de tonen.

### Voorbeeld
De relatie tussen de frequenties van grondtoon en boventonen kan uit onderstaande voorbeeldtabel en het notenvoorbeeld worden begrepen. Let wel: de grondtoon C in het muziekvoorbeeld correspondeert met de toon van 65 Hz uit de tabel (65 Hz is overigens net iets lager dan de gebruikelijke C).
| frequentie | boventoon | microtonale interval | noot                  |
| ---------- | --------- | -------------------- | --------------------- |
| 65 Hz      | Grondtoon | 1/1                  | P0                    |
| 130 Hz     | 1e        | 2/1                  | P8                    |
| 195 Hz     | 2e        | 3/1                  | P8 + reine P5         |
| 260 Hz     | 3e        | 4/1                  | 2P8                   |
| 325 Hz     | 4e        | 5/1                  | 2P8 + reine M3        |
| 390 Hz     | 5e        | 6/1                  | 2P8 + reine P5        |
| 455 Hz     | 6e        | 7/1                  | 2P8 + septimal m7     |
| 520 Hz     | 7e        | 8/1                  | 3P8                   |
| 585 Hz     | 8e        | 9/1                  | 3P8 + pyth M2         |
| 650 Hz     | 9e        | 10/1                 | 3P8 + reine M3        |
| 715 Hz     | 10e       | 11/1                 | 3P8 + reine M3 + GUN2 |
| 780 Hz     | 11e       | 12/1                 | 3P8 + reine P5        |
| 845 Hz     | 12e       | 13/1                 | 3P8 + reine m6        |
| 910 Hz     | 13e       | 14/1                 | 3P8 + reine m7        |
| 975 Hz     | 14e       | 15/1                 | 3P8 + reine M7        |
| 1040 Hz    | 15e       | 16/1                 | 4P8                   |
| enz.       |           |                      |                       |
De noten in het voorbeeld op de onderstaande notenbalk stellen de eerste 16 tonen van de natuurtonenreeks met als grondtoon C voor (als een benadering van de klank), zij het dat de noten met pijltje (nummers 7, 11, 13, 14) net een iets hogere of lagere toon aangeven dan de klinkende toonhoogte in de reeks, en dat de overige noten afhankelijk van de stemming ook kleine afwijkingen in frequenties kunnen hebben. Uit de reeksnummers (boven de noten) kunnen de intervallen berekend worden. Zo is bijvoorbeeld een rein octaaf 1:2 (of 2:4 of 3:6 etc), en een reine kwint 2:3 (of 4:6 of 6:9 etc).
Doordat op een piano een grondtoon energie afgeeft aan hoger gelegen boventonen, kunnen bij ingedrukt rechter pedaal boventonen praktisch gebruikt worden om de klank 'helderder' te maken. Dit valt te testen door op de piano (zonder pedaal te gebruiken) de tonen c-e-g in het midden van de piano in te drukken, zonder dat de hamers aanslaan. Wanneer dan met deze toetsen ingedrukt kort een heel lage c wordt ingedrukt, resteert de meetrillende klank van de c-e-g, deze zijn immers vanuit de boventonenreeks sympathisch mee gaan resoneren met de lage c. Wanneer dit testje met bijvoorbeeld cis-eis-gis en een lage c wordt uitgevoerd hoort men beduidend minder boventonenresonantie, omdat dit veel hogere boventonen in de reeks zijn.

## Audiofeedback
Bij audiofeedback treedt net als bij overblazen de natuurtonenreeks op.